# Duke of Lennox
Duke of Lennox ist ein erblicher britischer Adelstitel, der zweimal innerhalb der Peerage of Scotland geschaffen wurde. Das Herzogtum bezieht sich auf den Distrikt Lennox in Stirling.

## Verleihungen

### Erste Verleihung

Wappen des Esmé Stewart, 1. Duke of Lennox

In erster Verleihung wurde der Titel 1581 zusammen mit dem nachgeordneten Titel Lord Aubigny, Dalkeith, Torboltoun and Aberdour und Earl of Darnley für Esmé Stewart, 1. Earl of Lennox aus dem Haus Stuart geschaffen. Er war bereits 5. März 1580 zum Earl of Lennox und Lord Darnley, Aubigny and Dalkeith erhoben worden. Von seinem Vater hatte er 1567 den 1423 geschaffenen französischen Titel Seigneur d'Aubigny geerbt.
Dem 2. Duke wurden am 6. Oktober 1613 die Titel Earl of Richmond und Baron of Setrington sowie am 17. Mai 1623 die Titel Duke of Richmond und Earl of Newcastle upon Tyne verliehen. Diese Titel erloschen mit seinem Tod 1624.
Für den 4. Duke wurde am 8. August 1641 der Titel Duke of Richmond neu geschaffen.
Dem 6. Duke wurden am 10. Dezember 1645 die Titel Earl of Lichfield und Baron Stuart of Newbury verliehen. 1668 erbte er zudem von einer Cousine den 1608 geschaffenen Titel Baron Clifton. Bei seinem Tod 1672 erloschen alle seine Titel, außer der letztgenannten Baronie, die an seine Schwester fiel.

### Zweite Verleihung

Wappen des Herzogs von Richmond, Lennox und Gordon

Am 9. September 1675, wurde das Dukedom Lennox, mit den nachgeordneten Titeln Earl of Darnley und Lord of Torboltoun, für Charles Lennox, 1. Duke of Richmond, einen außerehelichen Sohn des Königs Karl II., neu errichtet. Einen Monat zuvor, am 9. August 1675, war ihm bereits das Dukedom Richmond mit den nachgeordneten Titeln Earl of March und Baron Setrington verliehen worden. Im Hinblick auf die seit dem Tod des letzten Dukes erster Verleihung vakante Seigneurie Aubigny wurde ihm und seiner Mutter Louise de Kérouaille auf 1684 der französische Pairstitel Duc d'Aubigny verliehen. Dieser Titel wurde vom französischen Parlement nicht anerkannt und erlosch daher beim Tod Louises de Kérouaille 1734, wurde aber 1777 von Ludwig XV. für die Erben Louises wiederhergestellt und schließlich 1790 im Zuge der Französischen Revolution abgeschafft – die Familie führt die Titulatur (meist als Duke of Aubigny) dennoch bis heute. Der spätere 6. Duke wurde am 13. Januar 1876 zum Duke of Gordon und Earl of Kinrara erhoben. Er und seine Erben sind seither Inhaber von vier Herzogstiteln (einschließlich des Titularherzogtums Aubigny), mehr als jede andere Person im Vereinigten Königreich.

## Liste der Dukes of Lennox

### Dukes of Lennox, erste Verleihung (1581)
- Esmé Stewart, 1. Duke of Lennox (1542–1583)
- Ludovic Stewart, 2. Duke of Lennox, 1. Duke of Richmond (1574–1624)
- Esmé Stewart, 3. Duke of Lennox (1579–1624)
- James Stewart, 4. Duke of Lennox, 1. Duke of Richmond (1612–1655)
- Esmé Stewart, 5. Duke of Lennox, 2. Duke of Richmond (1649–1660)
- Charles Stewart, 6. Duke of Lennox, 3. Duke of Richmond (1639–1672)

### Dukes of Lennox, zweite Verleihung (1675)
- Charles Lennox, 1. Duke of Richmond, 1. Duke of Lennox (1672–1723)
- Charles Lennox, 2. Duke of Richmond, 2. Duke of Lennox (1701–1750)
- Charles Lennox, 3. Duke of Richmond, 3. Duke of Lennox (1735–1806)
- Charles Lennox, 4. Duke of Richmond, 4. Duke of Lennox (1764–1819)
- Charles Gordon-Lennox, 5. Duke of Richmond, 5. Duke of Lennox (1791–1860)
- Charles Henry Gordon-Lennox, 6. Duke of Richmond, 6. Duke of Lennox, 1. Duke of Gordon (1818–1903)
- Charles Henry Gordon-Lennox, 7. Duke of Richmond, 7. Duke of Lennox, 2. Duke of Gordon (1845–1928)
- Charles Henry Gordon-Lennox, 8. Duke of Richmond, 8. Duke of Lennox, 3. Duke of Gordon (1870–1935)
- Frederick Charles Gordon-Lennox, 9. Duke of Richmond, 9. Duke of Lennox, 4. Duke of Gordon (1904–1989)
- Charles Henry Gordon-Lennox, 10. Duke of Richmond, 10. Duke of Lennox, 5. Duke of Gordon (1929–2017)
- Charles Henry Gordon-Lennox, 11. Duke of Richmond, 11. Duke of Lennox, 6. Duke of Gordon (* 1955)

Titelerbe (Heir apparent) ist der Sohn des aktuellen Titelinhabers Charles Henry Gordon-Lennox, Earl of March and Kinrara (* 1994).